# Monts-en-Bessin
Monts-en-Bessin település Franciaországban, Calvados megyében. Lakosainak száma 417 fő (2022. január 1.). Monts-en-Bessin Saint-Vaast-sur-Seulles, Vendes, Villy-Bocage és Val d'Arry községekkel határos.

## Népesség
A település népességének változása:
| Lakosok száma | 294  | 343  | 373  | 395  | 419  | 419  | 415  | 408  | 408  | 417  |
|               | 1968 | 1982 | 1990 | 2006 | 2013 | 2015 | 2017 | 2019 | 2020 | 2022 |